# Katja Petrowskaja
Katja Petrowskaja (ukr. Катерина Миронівна Петровська, ur. 3 lutego 1970 w Kijowie w ówczesnej USRR) – ukraińsko-niemiecka pisarka i dziennikarka, literaturoznawczyni, zamieszkała od 1999 r. w Berlinie. Laureatka prestiżowej nagrody im. Ingeborg Bachmann.

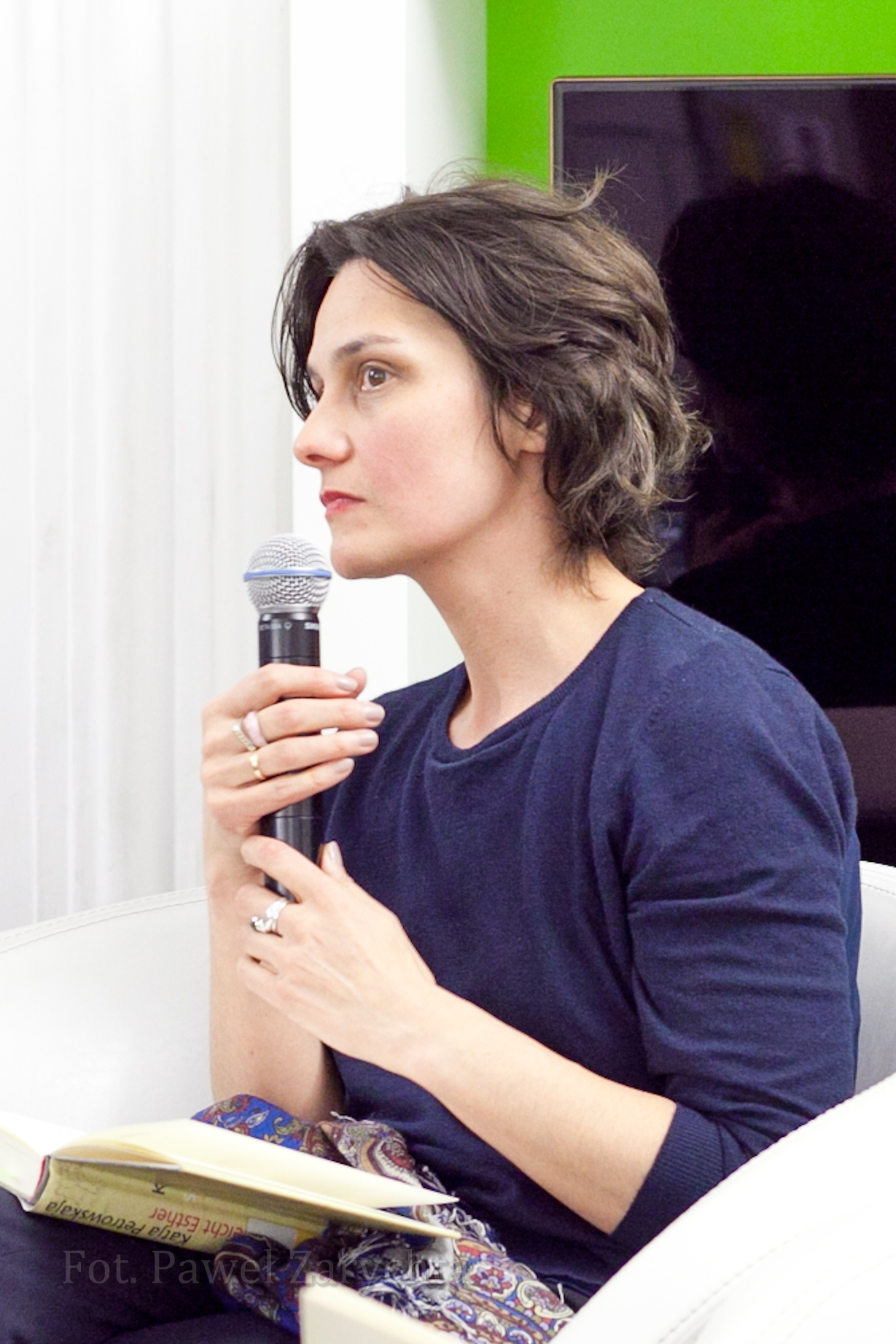
Katja Petrowskaja w Instytucie Goethego w Krakowie (2016)

## Życiorys
Katja Petrowskaja dorastała w Kijowie. Studiowała literaturoznawstwo i slawistykę na Uniwersytecie w Tartu. W latach 1994–1995 otrzymała stypendium American Council of Teachers of Russian (ACTR) i studiowała na Uniwersytecie Stanforda oraz na Uniwersytecie Columbia. W 1998 roku ukończyła studia i napisała pracę pod tytułem Die Poetik der Prosa Chodassewitschs.
W 1999 r. wyjechała do Niemiec, gdzie pracowała jako dziennikarka dla rosyjskich mediów, m.in. dla czasopisma Snob. Publikowała także w wielu niemieckojęzycznych gazetach, m.in. w Neue Zürcher Zeitung oraz Frankfurter Allgemeine Sonntagszeitung.
Laureatka licznych stypendiów, m.in. w 2010 roku stypendium Fundacji im. Roberta Boscha. W 2013 r. została laureatką głównej nagrody im. Ingeborg Bachmann za fragmenty powieści Vielleicht Esther. Całość ukazała się w 2014 r., rok później opublikowano polski przekład pt. Może Estera autorstwa Urszuli Poprawskiej.

## Publikacje
- Die Auserwählten. Ein Sommer im Ferienlager von Orlionok. Bildreportage von Anita Back mit einem Essay von Katja Petrowskaja und einem Vorwort von Joachim Jäger. Braus, Berlin 2012
- Vielleicht Esther. Geschichten. Suhrkamp, Berlin 2014, pol. Może Estera, tłum. Urszula Poprawska. Kraków, Wydawnictwo Uniwersytetu Jagiellońskiego 2015.

## Nagrody i wyróżnienia
- 2013: Ingeborg-Bachmann-Preis
- 2014: Aspekte-Literaturpreis
- 2015: Ernst-Toller-Preis
- 2015: Schubart-Literaturpreis
- 2015: Premio Strega Europeo

## Źródła
- ORF
- Deutsche Nationalbibliothek
- https://web.archive.org/web/20170813145149/http://www.3sat.de/mediathek/index.php?display=1&mode=play&obj=36626
- https://www.suhrkamp.de/person/katja-petrowskaja-p-12681